# Arrondissement di Langon
L'arrondissement di Langon è una suddivisione amministrativa francese, situata nel dipartimento della Gironda e nella regione della Nuova Aquitania.

## Composizione
L'arrondissement di Langon, dal 2006, raggruppa 198 comuni in 15 cantoni:
- cantone di Auros
- cantone di Bazas
- cantone di Cadillac
- cantone di Captieux
- cantone di Grignols
- cantone di La Réole
- cantone di Langon
- cantone di Monségur
- cantone di Pellegrue
- cantone di Podensac
- cantone di Saint-Macaire
- cantone di Saint-Symphorien
- cantone di Sauveterre-de-Guyenne
- cantone di Targon
- cantone di Villandraut.